# سید مهدی پیراسته
سید مهدی پیراسته (زادهٔ ۱۲۹۸ در اراک) قاضی، قانونگذار، دیپلمات و دولتمرد دوره پهلوی بود که پس از انقلاب به مبارزه با جمهوری اسلامی ادامه داد. پیراسته در مقام دادستان تهران، رسیدگی به پرونده قتل محمد مسعود روزنامه‌نگار معروف و جنجالی سالهای دهه بیست خورشیدی را به عهده داشت که قاتلش شناسایی نشد. او متهم به لاپوشانی این قتل و همچنین دست داشتن در قتل احمد دهقان روزنامه‌نگار جنجالی دیگر دهه بیست بود.
پدرش حاجی معتمد از روحانیون اراک بود. از دانشگاه تهران در رشته حقوق قضائی فارغ‌التحصیل شد و در سال ۱۳۲۱ به استخدام دادگستری درآمد. مشاغل قضائی را از دادیاری و بازپرسی در اراک آغاز کرد و با دادستانی در ساوه و ریاست دادگستری در بیرجند پیش رفت تا اینکه در بهمن ۱۳۲۴ بازپرس شعبه ۱۲ دادسرای تهران شد.
پیراسته سپس رئیس شعبه دادگاه بخش در تهران، مستشار استیناف (تجدیدنظر) و رئیس کل دادگاه‌های بخش تهران شد تا اینکه در سال ۱۳۲۶ به دادستانی تهران رسید. قتل محمد مسعود روزنامه‌نگار معروف و جنجالی در زمان دادستانی او رخ داد. شیوه رسیدگی او به این پرونده که سرانجام قاتل شناسایی نشد، اعتراض‌های زیادی برانگیخت اما او خودش رسیدگی به پرونده محمد مسعود را از افتخارات زندگی‌اش برمی‌شمرد.
قتل محمد مسعود به سپهبد رزم‌آرا رئیس ستاد ارتش نسبت داده شد که پیراسته بعداً که وارد سیاست شد و به مجلس رفت از مدافعان سرسخت او بود. در اوائل دوران نمایندگی پیراسته در خرداد ۱۳۲۹، احمد دهقان، روزنامه‌نگار جنجالی دیگر هم ترور شد که این ترور نیز به رزم‌آرا نسبت داده و پیراسته متهم به دست داشتن در آن شد.
پیراسته در سال ۱۳۲۸ با حمایت رزم‌آرا در انتخابات دوره شانزدهم مجلس شورای ملی به نمایندگی از ساوه انتخاب شد. این دوره با جنبش ملی شدن نفت و نخست‌وزیری مصدق همزمان بود که پیراسته از مخالفانش در مجلس به‌شمار می‌رفت. پس از کودتای ۲۸ مرداد ۱۳۳۲ پیراسته بار دیگر نماینده ساوه شد (دوره هجدهم). با پایان دوره نمایندگی‌اش دادیار دیوان عالی کشور شد و در همین سمت بود که برای ادامه تحصیل به اروپا رفت.
پیراسته پس از کسب دکترای حقوق به ایران بازگشت و معاون وزیر کشور شد. استانداری فارس و سپس خوزستان سمت‌های بعدی‌اش بود تا اینکه سرانجام در کابینه‏ امیر اسدالله علم به وزارت کشور رسید. پس از پایان دوران وزارتش، سفیر ایران در عراق و بلژیک شد. او در سال ۱۳۴۷ در شورای طرح‌های سیاسی وزارت امور خارجه شرکت داده شد.
پیراسته پس از انقلاب به آمریکا مهاجرت کرد و جمعیتی به نام نگهبانان قانون اساسی برای مبارزه با جمهوری اسلامی به راه انداخت. او داماد همایون سیاح از دولتمردان دوره پهلوی بود.